# Zavrate
Zavrate je naselje u slovenskoj Općini Radeču. Zavrate se nalazi u pokrajini Štajerskoj i statističkoj regiji Savinjskoj. 

## Stanovništvo
Prema popisu stanovništva iz 2002. godine naselje je imalo 26 stanovnika.